# George Washington (Greenough)
George Washington (1840) é uma escultura enorme esculpida por Horatio Greenough a pedido da comissão do centenário do presidente dos Estados Unidos George Washington que nasceu em 1732.

## Descrição
Greenough modelou sua figura maciça (30 toneladas) do "Enthroned Washington" sobre a grande estátua de Zeus Olympios que era uma das Sete Maravilhas do Mundo Antigo (e que foi destruída na Antiguidade tardia). O assentado Washington olha severamente pela frente. Ele está sem camisa e seu braço direito e sua mão faz um gesto com o dedo indicador em riste para o céu. A palma de sua mão esquerda e antebraço segura uma espada embainhada, o punho para a frente, simbolizando Washington virar o poder ao povo, na conclusão da Guerra Revolucionária Americana.

## História
O Congresso dos Estados Unidos contratou Greenough para criar uma estátua para exibição na rotunda do Capitólio dos Estados Unidos. No entanto, quando a estátua de mármore chegou em Washington, em 1841, ela imediatamente gerou polêmica e críticas. Muitos acharam a visão de Washington nu meio ofensiva, até mesmo cômica. A estátua foi transferida para o gramado a leste do Capitólio, em 1843. A desaprovação continuou e alguns brincaram dizendo que Washington estava procurando desesperadamente pelas suas roupas. Em 1908, Washington foi finalmente trazido de volta para dentro de casa quando o Congresso transferiu para o Instituto Smithsonian. Ela permaneceu no castelo Smithsonian até 1964, quando foi transferido para o novo Museu de História e Tecnologia (atual Museu Nacional de História Americana). O mármore Washington foi exibido no segundo andar do prédio desde aquela época.

## Polêmica
Foi publicado no livro O Símbolo Perdido, de autoria do escritor Dan Brown publicado em 15 de setembro de 2009, sobre essa estátua e tomava nota que a mão erguida de Washington é uma alusão à chamada apoteose, que significa elevar alguém ao estado de divindade, no caso Washington se elevando, por isso que foi tirada do Capitólio e do gramado a leste do Capitólio, e não pelo fato de estar seminu.